# Wiener AF

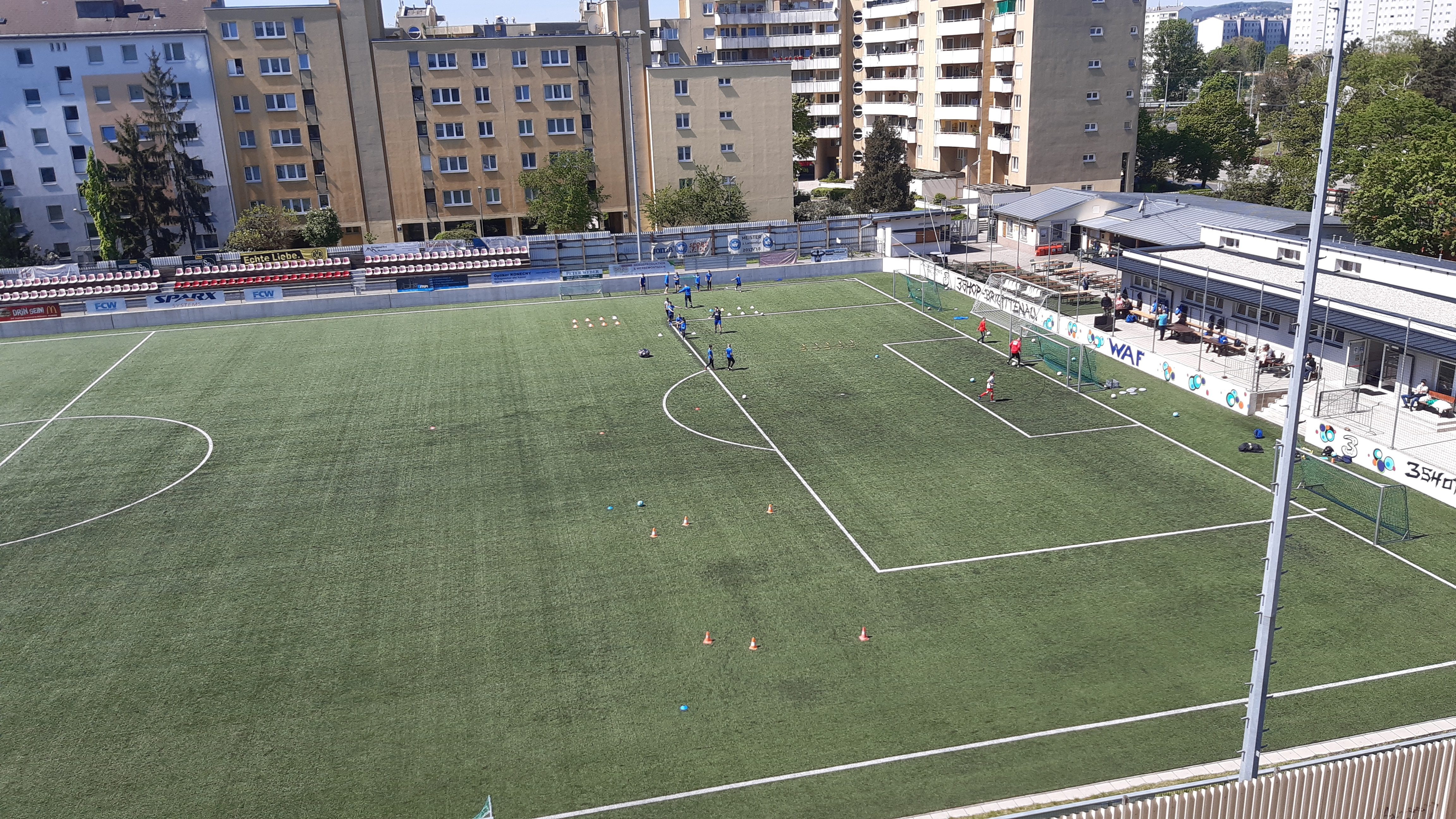
Die „Gruabn“, seit 1981 Heimstätte des WAF Brigittenau (Mai 2021)

Der Wiener Associations-Football-Club ist ein Fußballverein aus Wien in Österreich, der 1910 aus einer Abspaltung führender Spieler vom Wiener AC hervorging. Die größten Erfolge des WAF waren die österreichische Meisterschaft von 1914 und der Pokalsieg von 1922. Mit dem Abstieg aus der höchsten Spielklasse im Jahr 1924 setzte ein nachhaltiger Niedergang des Vereins ein. Seit mehreren Jahrzehnten ist der WAF nur mehr unterklassig anzutreffen. Nach zahlreichen Namenswechseln firmiert er nach einer Fusion seit 2015 als WAF Vorwärts Brigittenau, wobei das WAF dieser Tage laut Vereinswappen für Wiener Athletik Fussball steht. Sowohl Vereinssitz als auch Spielstätte befinden sich am „Gruam“ genannten Sportplatz in der Meldemannstraße 13 im 20. Wiener Gemeindebezirk Brigittenau.
Herausragender Spieler der Vereinsgeschichte ist der 15-fache Nationalspieler Adolf „Adi“ Fischera, der nicht nur zu den Mitbegründern des WAF zählt, sondern auch an beiden Titelgewinnen beteiligt war. Nachhaltig bekannt ist auch Richard „Little“ Kohn der 1932 als Trainer den FC Bayern München zur ersten Meisterschaft führte und später beim SC Feijenoord im niederländischen Rotterdam einen legendären Ruf erwarb.

## Geschichte

### Gründung und erste Jahre

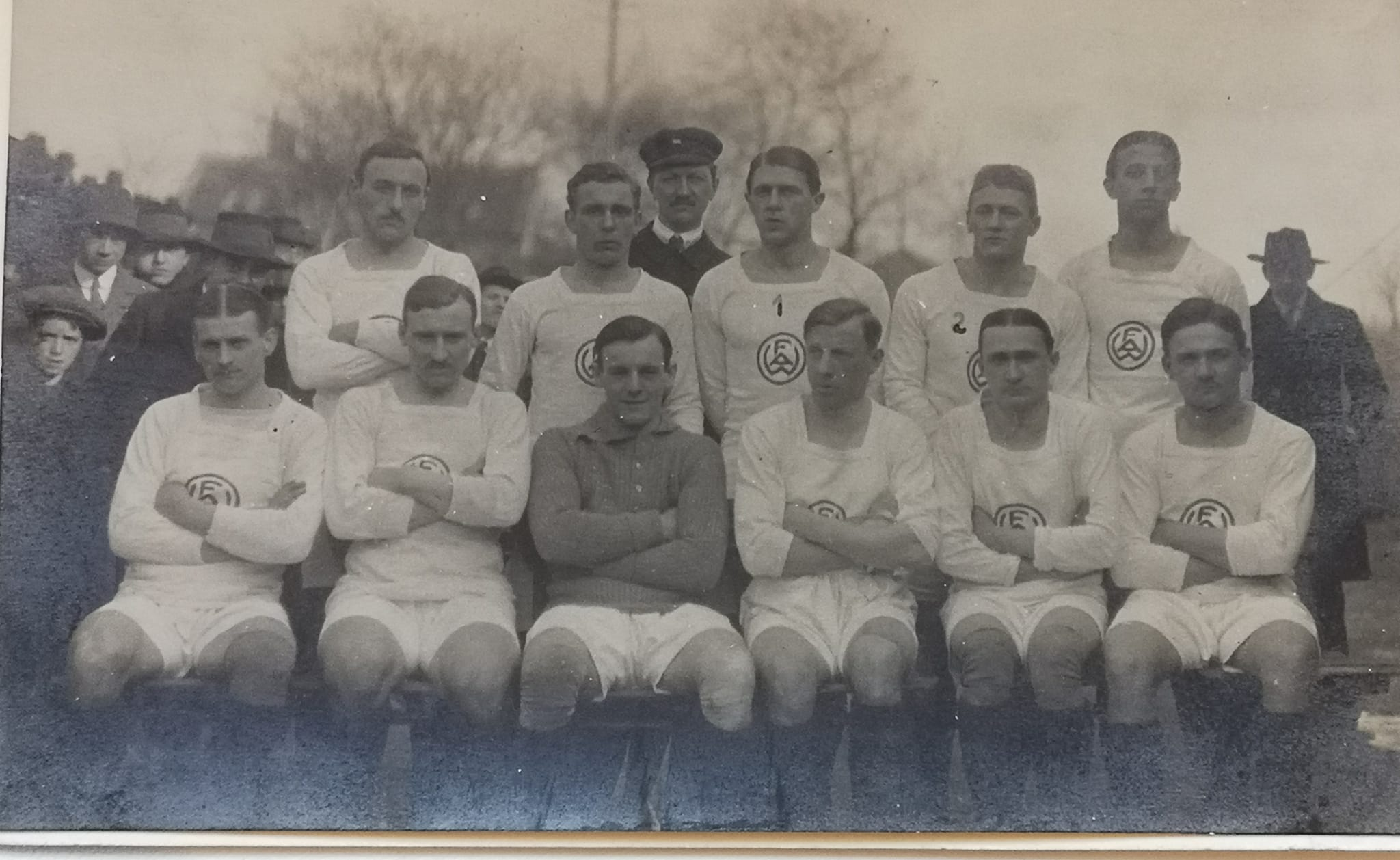
Mannschaft 1911

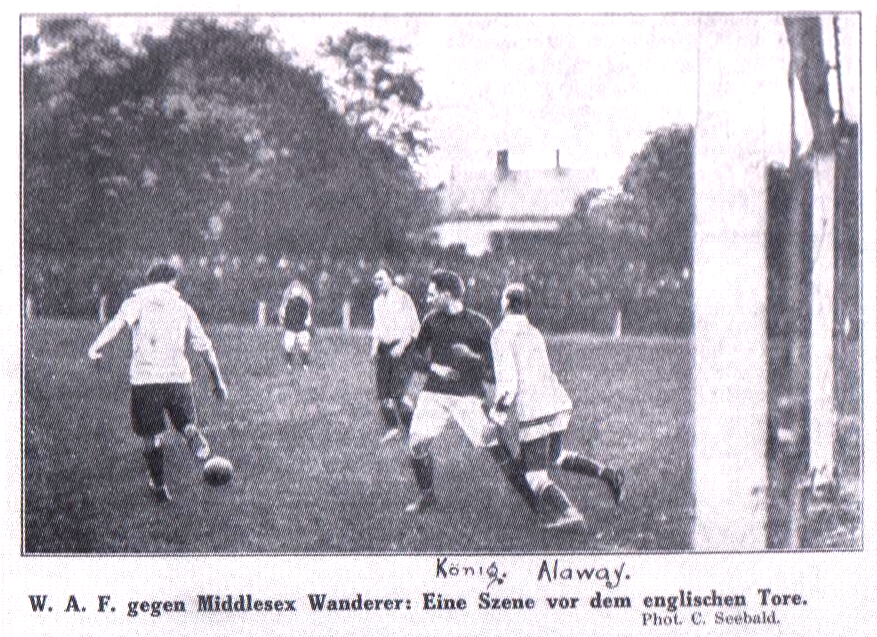
WAF Wien vs Middlesex Wanderers, 1912

Bei der Tournee 1910 des Wiener AC durch Deutschland, mit Spielen in Berlin, München, Karlsruhe und Stuttgart, kam es zu Differenzen zwischen Spielern, die mehr Mitspracherecht im Verein forderten, und dem WAC. Dies führte zur Jahresmitte zum Austritt von fast allen Mitgliedern der Kampfmannschaft, wie Adolf „Adi“ Fischera, Johann Andres, Richard „Little“ Kohn, Karl und Felix Tekusch sowie zahlreichen Spielern der zweiten Mannschaft, die den neuen Fußballverein Wiener Associationfootball-Club gründeten.
Die ehemaligen Spieler des Wiener AC wählten den Vereinsnamen mit Bedacht aus, sollte doch die Abkürzung des neu gegründeten Vereins in Konkurrenz zum alten Stammklub wieder WAC ergeben. Die Journalisten und Anhänger des Klubs gliederten den Vereinsnamen jedoch in „Wiener Association Footballclub“, woraus die später üblich gewordene Bezeichnung WAF hervorging. Die Vereinsfarben des Vereins wurden mit Blau und Gelb festgelegt. Der WAF wurde am 21. September 1910 in die 1. Wiener Klasse aufgenommen und war damit in der Folgesaison 1911/12 eines der Gründungsmitglieder der ersten offiziellen Wiener (österreichischen) Fußballmeisterschaft. In der ersten Saison wurde der WAF Dritter und stand damit einen Platz vor dem Wiener AC.
Im Mai 1912 veranstalteten sie ein Match gegen die Middlesex Wanderers, eine englische Tournee-Amateurauswahl, die sie mit 5:0 besiegten.

### Aufstieg zum Meister und Cupsieger
Erster Höhepunkt der Vereinsgeschichte war die Vizemeisterschaft von 1913, als der WAF, wenngleich abgeschlagen – sieben Punkte Rückstand bei Zwei-Punkte-Regel – Zweiter hinter dem dominierenden Verein jener Ära, dem SK Rapid Wien, wurde. Im Jahr darauf gelang der große Erfolg, als der WAF nach einem 1:1-Unentschieden am 18. und letzten Spieltag im Mai 1914 gegen Rapid von einer unerwarteten 1:3-Niederlage Rapids in einem im Juni ausgetragenen Nachholspiel zum 17. Spieltag beim 1. Simmeringer SC profitierte. Bei Punktgleichheit entschied das bessere Sieg-Niederlagenverhältnis zugunsten der weiland auch als „die Roten“ titulierten Mannschaft aus Hütteldorf. Nationalspieler Johann Schwarz war in dieser Saison mit 19 Treffern bester Torschütze des Vereins und zweitbester der Liga. Die Saison 1914/15 wurde vom Ausbruch des Ersten Weltkriegs überschattet. Im ersten Halbjahr 1915 wurde daher die Meisterschaft in einer einfachen Runde ohne Rückspiele ausgetragen. In der Endabrechnung wurde der WAF mit einem Punkt Rückstand hinter dem Wiener AC erneut Vizemeister.
Große Erfolge blieben in den folgenden Spielzeiten aus, wenngleich der WAF bis 1920, als er als Vorletzter nur knapp den Abstieg vermied, noch zu den Spitzenteams zu zählen war. 1916 stellte der WAF mit Leopold Neubauer, der 21 Treffer erzielte, zum einzigen Mal in der Vereinsgeschichte den österreichischen Torschützenkönig. Der zweite und letzte große Höhepunkt der Vereinsgeschichte war der Gewinn des österreichischen Cups von 1922 durch einen verdienten 2:1-Sieg im Finale nach 0:1-Rückstand vor 15.000 Zusehern auf der Hohen Warte gegen den Titelverteidiger Wiener Amateur SV, der sich 1926 in FK Austria Wien umbenannte. Adolf „Adi“ Fischera, der Star der Mannschaft, und Klein mit einem Gewaltschuss erzielten die Treffer für die Roten. Dieser Sieg war seinerzeit auch insofern populär, als die Amateure seinerzeit zu den eher weniger beliebten Teams zählten.
In der Liga erreichten die Hütteldorfer zwischen 1921 und 1923 Plätze im Mittelfeld. Nachdem bereits 1922 mit Nationalspieler Maximilian Gold ein Leistungsträger den Verein verließ und im Jahr darauf Fischera zum First Vienna FC wechselte verlor der WAF zusehends an Spielstärke. Zum Abschluss der Saison 1923/24 war der WAF mit nur sieben Punkten aus 22 Spielen abgeschlagener Tabellenletzter. Mit dem daraus resultierenden Abstieg begann für den Verein ein nachhaltiger Niedergang. Wichtige Spieler verließen den Verein; Tormann Otto Janczik zog es beispielsweise zu Rapid, die Offensivspieler Anton Powolny und Anton Kreuzer suchten ihr Glück als Legionäre in Italien.

### Jahre in der 2. Liga
Der WAF hielt sich insgesamt 13 Saisonen lang in der 1. Wiener Klasse, der damals höchsten österreichischen Fußballliga. Nach dem Abstieg in die 2. Klasse wurde der sofortige Wiederaufstieg in der Saison 1924/25 nur um drei Punkte versäumt. Auch in der Folgesaison spielte der WAF nur den dritten Rang heraus und fusionierte deshalb 1926 mit dem SC International Wien zum International - AF Wien. Der neu gegründete Verein ließ es aber an Spielstärke vermissen und so kam es bereits ein Jahr darauf, 1927 zu einer Spielgemeinschaft mit SC Libertas Wien unter dem Namen IAF-Libertas Wien. Die Spielgemeinschaft erreichte nur den enttäuschenden 11. Rang, und die Verantwortlichen lösten diese nach der Saison 1927/28 wieder auf.

### Zwischen Unterliga und Wiener Liga

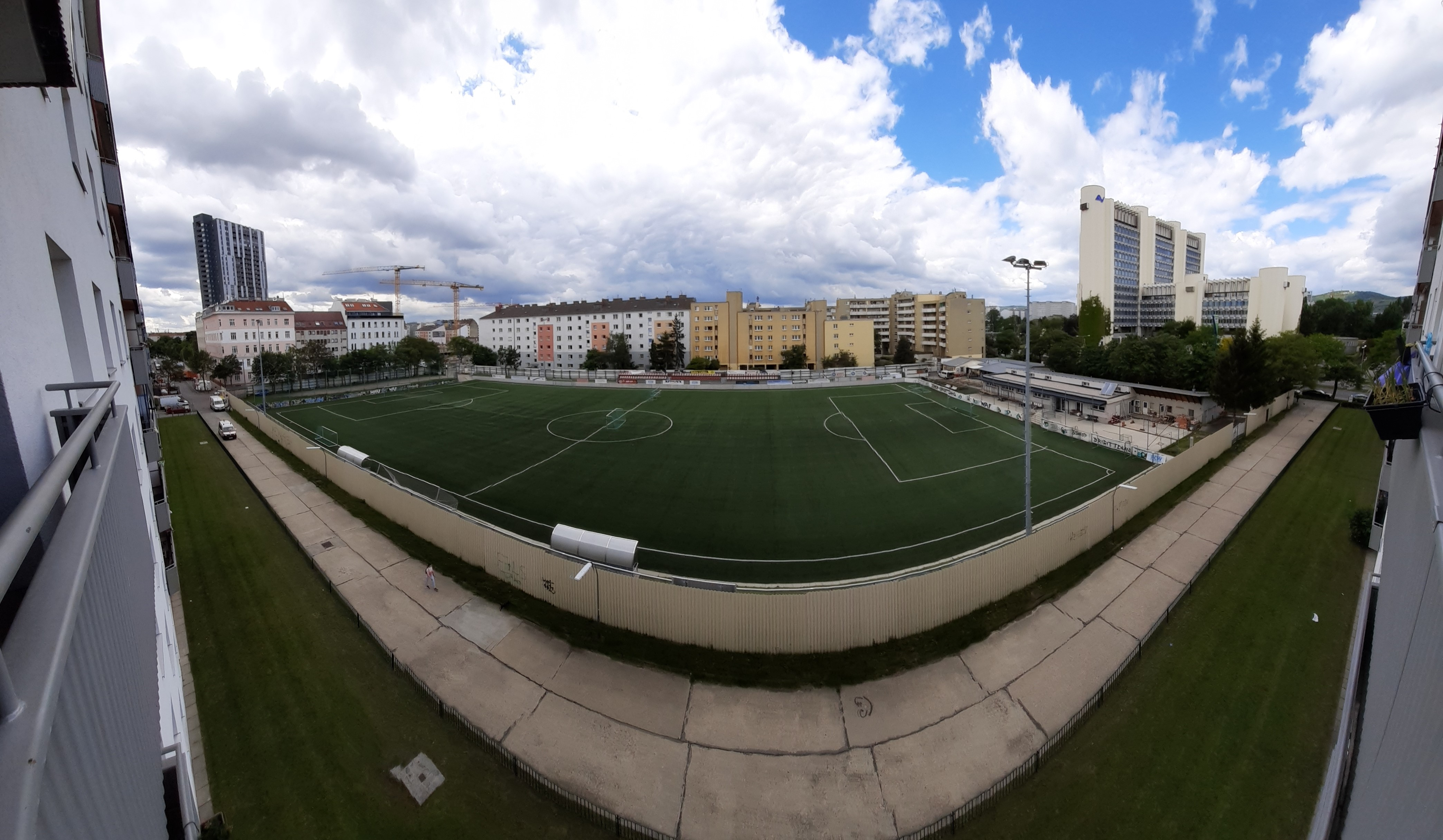
180° Aufnahme der „Gruam“ im Mai 2021

Nach dieser Auflösung wurde der WAF unter seinem Namen wiedergegründet und stieg in einer unteren Spielklasse wieder als eigener Verein ins Meisterschaftsgeschehen ein. Trotz seiner großartigen Vergangenheit gelang es dem Wiener AF nie mehr, bis in die höchste Spielklasse aufzusteigen. Erst mit dem Meistertitel der Wiener Unterliga B in der Saison 1974/75 schnupperte der Verein wieder Luft in den oberen Ligen. Von 1975/76 bis 1992/93 hielt sich der WAF in der Wiener Liga, die damals die dritte, bzw. vierte Leistungsstufe im österreichischen Fußball darstellte. Im Frühjahr 1982 übersiedelte der Klub von der Spenadlwiese im 2. Bezirk in die Meldemannstraße im 20. Bezirk, in die Brigittenauer Gruam. Von 1985 bis 1988 spielte Nationalspieler Robert Sara, Kapitän der berühmten Córdoba Mannschaft von 1978 beim Verein, der sich als knapp Vierzigjähriger dem seinerzeit als FKL Wimmer firmierenden Klub anschloss und dort seine Karriere endgültig beendete. 1988/89 gewann WAF den zum 1. Mal ausgetragenen Wiener Toto-Cup. Nach dem Abstieg 1992/93 schaffte der Verein 1993/94 den sofortigen Wiederaufstieg (122:30 Tore, Wolfgang Eisen mit 46 Toren Schützenkönig), stieg als 16. in der Saison 1994/95 jedoch umgehend wieder in die Wiener Oberliga B ab (trotz der Ex-Profis Gerd Steinkogler und Robertas Fridrikas). Dort verblieb der Klub bis zu seiner Auflösung im Jahr 2004, als der langjährige Obmann Fritz Herrmann gesundheitlich nicht mehr weitermachen konnte und sich kein Nachfolger fand. Erst 2010 wurde der Spielbetrieb, in der Wiener Oberliga B, als Nachfolgeklub vom FK White Star wieder aufgenommen. Im Herbst 2010 gewann WAF sofort den ASKÖ CUP, im Finale gegen Stadlau. In der Oberliga B spielt der Klub in der Saison 2011/12 eine sehr gute Rolle und peilt in den nächsten Jahren den Wiederaufstieg in die Wiener Liga an. Als Trainer arbeitet seit Sommer 2011 Andreas Denk, welcher schon in den 1980er und 1990er Jahren zuerst als Spieler und dann als Trainer sehr viele Jahre für WAF aktiv war. Im Herbst 2011 stand man erneut im Finale des ASKÖ CUP, musste sich dort jedoch gegen Fortuna 05 im Elfmeterschießen geschlagen geben. In der Saison 2017/18 gelang der Meistertitel in der 2. Landesliga und der Verein stieg wieder in die Wiener Liga auf.

## Die wechselvolle Namensgeschichte
In den Jahren zwischen 1973 und 2004 trat der WAF unter verschiedenen Namen in Erscheinung.
1973 kam es zu einer Fusion mit dem unterklassigen Klub FK Leopoldstadt und zum Namenswechsel in WAF KL Leopoldstadt (Wien). Von 1977 bis 1981 gab es eine Spielgemeinschaft mit dem Verein Neuchrist unter dem Namen WAFKL/Neuchrist Wien. Nach Lösung der Spielgemeinschaft trat der Verein von 1981 bis 1983 als WAF Leopoldstadt an. Von 1984 bis 1993 spielte der WAF unter den Namen FKL Wimmer Wien und WAFKL Wimmer Wien in der Wiener Liga. 1994 kehrte man schließlich zum Vereinsnamen WAF Leopoldstadt (Wien) zurück, spielte jedoch auch als WAF Procar in der Meisterschaft. Die letzten beiden Saisonen 2002–2004 spielte der Verein wieder unter der Bezeichnung WAF in der Wiener Oberliga B (5. Spielstufe), bevor sich der Verein am Ende der Saison 2003/04 aus der Meisterschaft zurückzog und den Spielbetrieb einstellte. Mit der Wiederaufnahme des Spielbetriebs im Sommer 2010 spielte der Klub unter dem Namen WAF Brigittenau. Im Sommer 2015 fusionierten der WAF und der SV Vorwärts Brigittenau zum WAF Vorwärts Brigittenau. Der Verein spielte 2015–16 in der 2. Landesliga.

## Bekannte Spieler
| - Johann Andres - Leopold Bode - Josef Brandstetter - Adolf Fischera - Maximilian Gold | - Josef Haist - Franz Heinzl - Georg Heiß - Josef Horejs - Ludwig Jetzinger | - Alexander Popovich - Robert Sara - Johann Schwarz - Franz Sedlacek - Josef Stürmer | - Felix Tekusch - Karl Tekusch |